# 有効ビット数
有効ビット数（ゆうこうビットすう、Effective number of bits、ENOB）はアナログディジタルコンバータ及びそれと関係する回路のダイナミックレンジの尺度である。ADCの分解能はアナログ値を表すために使われるビット数により指定され、原理的にはNビット信号に対して2N 信号レベルを与えるものである。しかし、実際の全てのADC回路はノイズと歪みを含ませてしまう。ENOBは考慮に入れている回路と同じ分解能を持つ理想的なADC回路の分解能を指し示すものである。
ENOBはサンプル/ホールド・アンプなどの他のブロックの品質尺度としても使われる。このようにして、アナログブロックを信号チェーン計算に簡単に含めることができる。なぜなら、ブロックチェーンの合計のENOBが普通は最低のブロックのENOBよりも小さいからである。

## 定義
ENOBの定義としてよく使われるのは
{\displaystyle \mathrm {ENOB} ={\frac {\mathrm {SINAD} -1.76}{6.02}},}
このとき、すべての値はデシベルで与えられ、
- SINADは信号の質を表す比
- 分母の6.02はデシベル（log10 で表現）をビット（log2 で表現）に変換したもの[note 1]
- 1.76は理想的なADCの量子化誤差に由来する[note 2]

この定義ではENOBビットのワード長の理想的なADCまたはDACのSINADと、テストしたADCまたはDACのSINADを比較している。